# Perpetual Desolation Live
Perpetual Desolation Live es un álbum en directo de la banda de metal gótico noruega The Sins of Thy Beloved, lanzado originalmente en el año 2001 bajo el sello Napalm Records.
El concierto fue filmado para ser editado en formato de VHS y representa el último trabajo publicado por la agrupación. 
Fue parte de un especial de una hora en vivo para la televisión en el Festival Metal Mania, grabado el 30 de enero de 2001 en el Studio Leg Kraków de Telewizja Polska (TVP) en Cracovia, Polonia.
Contiene las mejores piezas registradas en estudio por el grupo, que también fueron interpretadas en un tour por Europa y Norteamérica a finales del año 2000. Desde el punto de vista escénico y del sonido, está realizado con un estilo muy dinánimo, producto de continuos cambios de cámara y enfoque.

## Otros lanzamientos
En 2002, la etiqueta mexicana Scarecrow Records lo editó en formato de CD con el nombre de Live, conteniendo las mismas canciones del concierto. 
Finalmente, en 2005 se publicó como un DVD, bajo el sello brasileño Hellion Records.

## Lista de canciones
1. Pandemonium - 7:16
2. All Alone - 6:30
3. The Mournful Euphony - 7:40
4. Nebula Queen - 5:59
5. Perpetual Desolation - 4;15
6. Lake of Sorrow - 6:29
7. The Flame of Wrath - 7:32
8. Partial Insanity - 6:31
9. Forever - 6:36

## Créditos
- Anita Auglend – Voz.
- Glenn Morten Nordbo - Guitarra, voz.
- Arild Christensen - Guitarra, coros.
- Ola Aarrrestad - Bajo.
- Stig Johansen - Batería.
- Anders Thue - Piano. Teclado.
- Ingrid Stensland - Teclado.
- Pete Johansen - Violín.

### Producción
- Christian Larsen, Petter Hegre, Tor Søreide - Arte de cubierta
- Maria Miodunka, T. Pomaranski - Producción de Telewizja Polska
- T. Dziubinski para Metal Mind Prod.  The Sins of Thy Beloved - Producción ejecutiva